# Amérindiens dans la société latino-américaine au XXe siècle
 (janvier 2011).
 (août 2024).
Si vous disposez d'ouvrages ou d'articles de référence ou si vous connaissez des sites web de qualité traitant du thème abordé ici, merci de compléter l'article en donnant les références utiles à sa vérifiabilité et en les liant à la section « Notes et références ».
 (août 2024).
Les Amérindiens dans la société latino-américaine du XXe siècle sont les descendants des populations de diverses origines asiatiques qui vivaient avant l'arrivée des européens dans ce qui est par la suite devenu l'Amérique latine. Depuis la conquête de ces régions par les puissances européennes, essentiellement l'Espagne et le Portugal à partir de l'arrivée de Christophe Colomb dans les Antilles en 1492, les amérindiens ont dans une certaine mesure dû renoncer à leurs formes de vie traditionnelles et été utilisés comme main d'œuvre par les conquérants européens au travers de formes juridiques comme l'encomienda. Ces formes traditionnelles d'exploitation de la main d'œuvre indigènes ont en partie continué dans certains pays comme l'Équateur pendant une grande partie du XXe siècle, même si à la fin du siècle, on assiste dans certains pays comme l'Équateur ou la Bolivie, à une irruption des masses indigènes dans la vie politique nationale. Malgré ces évolutions, la discrimination à l'égard des populations indigènes reste souvent importante en Amérique latine à la fin du XXe siècle.

## Contexte
À la fin du XIXe siècle, l'Amérique latine sort d'un siècle marqué par les guerres d'indépendance puis par d'intenses luttes pour le pouvoir au sein des États indépendants nouvellement créés, mais aussi de luttes contre l'esclavage (aboli au Brésil en 1888). Il voit également s'amplifier le mouvement libéral des élites coloniales créoles, avec l'abolition de l'esclavage qui gagne progressivement toute l'Amérique latine et l'affirmation de l'égalité en droit de tous les citoyens. Ces évolutions bénéficient toutefois essentiellement aux classes dominantes libérales majoritairement créoles, descendant des colonisateurs : grands propriétaires, commerçants ou exportateurs. Les populations indigènes restent exclues de toute participation au pouvoir politique et frappées très majoritairement par la pauvreté et l'illettrisme, ainsi que par la persistance de formes d'exploitations héritées de l'époque coloniale et qui continuaient de régir les relations entre propriétaires de haciendas et indigènes dans de larges portions de l'Amérique latine, comme les pays andins. Dans certains pays comme le Pérou, l'Équateur, la Bolivie ou le Guatemala, le poids des indigènes dans la population est toutefois tel qu'ils représentent à la fin du XIXe siècle, mais aussi pendant tout le XXe siècle, une part très importante de la population.

## Une situation d'exclus

### Les «Amérindiens/indigènes»
Le terme « Amérindien » recouvre la population indigène d'Amérique. Il y a aujourd'hui 47 millions d'Amérindiens, dont 44 millions en Amérique du Sud.
Ils représentent en Bolivie 55 % de la population, au Pérou 45 %, au Guatemala 44 %, en Équateur 25 %, au Mexique 7 % au Honduras 7 %, au Panama 6 %, au Salvador 5 %, au Nicaragua 5 %, au Paraguay 5 %, au Chili 3,2 %, au  Venezuela 2 % et en Colombie 2 %[réf. nécessaire].

### Héritage d'exclusion

Le cannibalisme au Brésil décrit par Hans Stalden

En plus d'une situation sociale propre délicate, exclus géographiquement, les indigènes subissent une exclusion de la part de la population créole et de son héritage d'une culture de ségrégation, chaque période historique ayant développé sa justification, justification perdant en force, mais qui reste en héritage.
Racisme et mystification: un peuple à dominer

Héritage d'un racisme, décrivant les indigènes comme des sous-hommes -cannibales, (au Mexique le président de la République, Antonio López de Santa Anna faillit en 1844 être mangé par des indigènes de la région de Xico, État de Veracruz)   idolâtres, sodomites - ne méritant que l'esclavage, puis finalement démystifiés, ils sont posés comme aptes à être civilisés et évangélisés. 
Un peuple à civiliser : Déterminisme géographique.

Héritage également d'un déterminisme géographique, le posant comme fatalement incivilisable, mou, et inapte à l'édification d'un État.
Un « peuple-inférieur » : tares, (débilité) ?!, inaptitudes politiques et économiques.

On en vient enfin à le dire victime de tares, débilités, d'inaptitudes, on le dit inapte aux charges politiques, fatalement mystique et mélancolique : inapte aux responsabilités démocratiques, et l'économie en fait finalement un simple outil de production, un peuple seulement aptes aux taches ouvrières.
Cette série d'héritages idéologiques restant ancrée dans certaines populations, plus parce qu'y ayant avantages que par idéologie rationnelle, elles permettent de justifier les inégalités sociales et démocratiques.
Pourtant, il y a tout de même assimilation, notamment par le métissage.
Malgré ce rejet géographique, et ce rejet racial comme politique - davantage le fruit de l'occasion, et du désir de privilèges et monopole - il y a échange, et intégration, notamment par le métissage.

## Intégration et métissage

### Les métis
Les « métis » d'Amérique latine
Par indigènes, amérindiens, on entend des descendants des précolombiens, de sang indigène, (ce n'est pas le cas au Mexique qui use d'autres critères) population qui ne représente généralement qu'entre entre 5 et 30 %, les indigènes seuls n'ont donc que peu de poids dans la société latino-américaine. Mais leur influence va au-delà de leur simple population physique, elle se poursuit dans la population métisse, qui vit souvent dans les mêmes conditions, mais aussi par l'influence de sa culture.
Sous le système des castes, instauré dans les pays d'Amérique latine colonisés et en Espagne, le terme de « mestizo » (métis) était réservé aux enfants résultant d'une union entre un parent européen et un parent amérindien, ou alors de deux parents métis, soit un mélange à 50 %. Il existait au moins  64 termes (castizo, cuarterón de indio, cholo, etc.) pour désigner les autres métis selon la proportion de sang européen, amérindien ou noir. Le terme « mestizo » s'est désormais imposé pour tous les métis européens-amérindiens. « Mulâtres » désignant les métis européens-noirs. Nombreux américains, de type hispanique ou latino s'identifient eux-mêmes comme métis, notamment les autoproclamés chicanos.
Leur poids démographique
Ainsi définis, ces métis européens-amérindiens constituent la majorité de la population dans les pays suivants : Colombie (58 %), Équateur (65 %), Honduras (90 %), Mexique (84 %), Nicaragua (69 %), Panama (70 %), Paraguay (95 %), Salvador (94 %) et Venezuela (67 %)[réf. nécessaire].
Dans d'autres pays où ils ne sont pas majoritaires, les métis n'en constituent pas moins une proportion non négligeable de la population : Argentine (8 %), Belize (44 %), Bolivie (30 %), Brésil (approx. 12 %), Chili (44 %), Pérou (37 %), et Uruguay (8 %)[réf. nécessaire]. À Cuba [Qui ?]on considère qu'il n'y a que des « mulâtres »[pas clair]. Les amérindiens purs et les métis qu'abritaient autrefois la République dominicaine et Porto Rico se sont également fondus parmi les mulâtres.

### Métissage et intégration
Métissage culturel

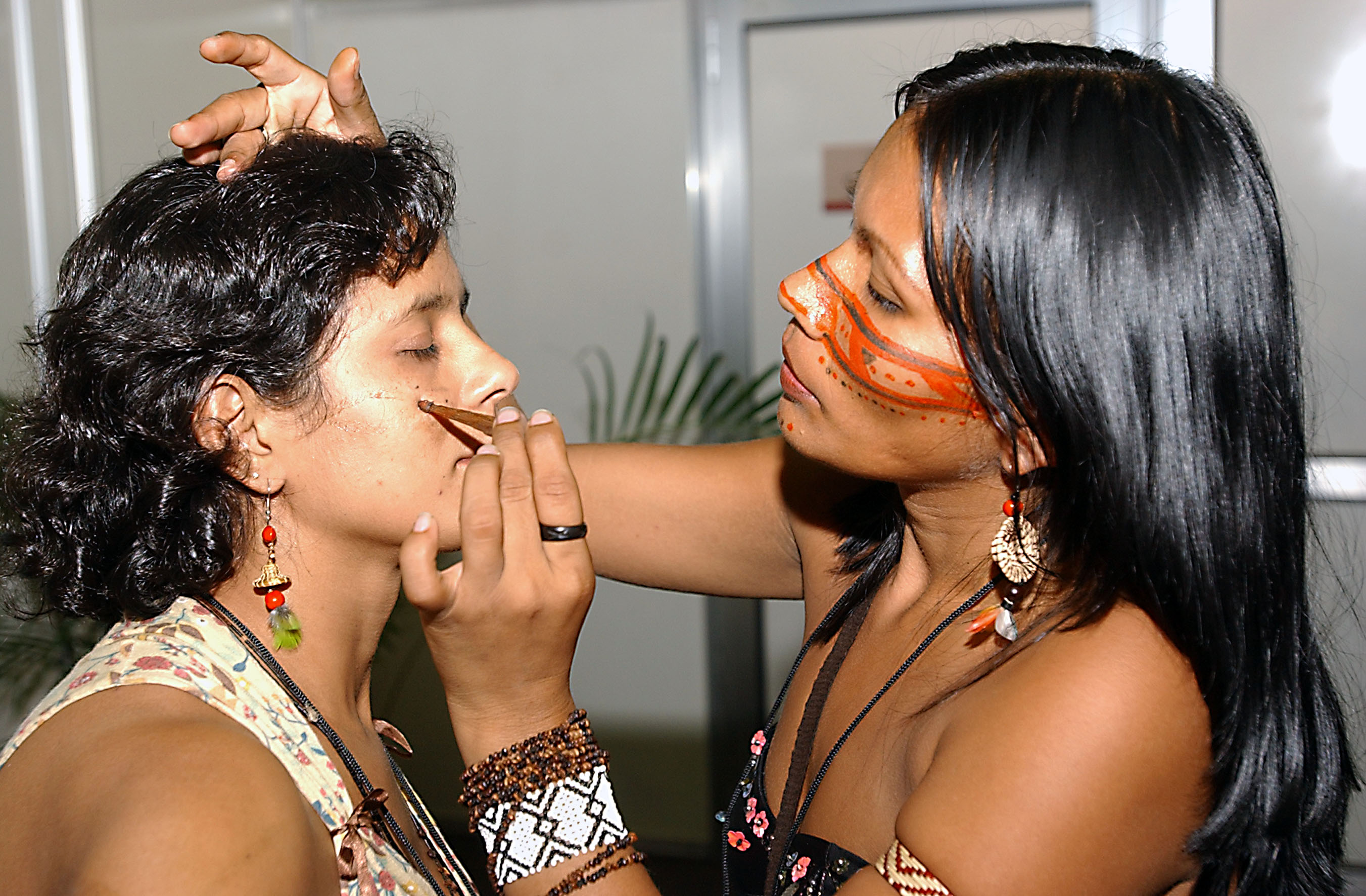
Le métissage se fait aussi par l'échange de culture. Garder, et transmettre les cultures indigènes. Ici, maquillage à l'amérindienne lors d'un colloque au Brésil.

On ne peut cependant pas non plus nier l'influence des cultures indigènes sur la société latino-américaine. L'Amérique latine est un métissage de cultures, le métissage physique y aidant. L'exploitation, également, d'indigènes pour aider à la vie courante des créoles a indianisé la langue espagnole, sa cuisine, ses références culturelles. Les blancs eux-mêmes se sont indianisés, les métis sont le fruit du mélange et représentent la masse de la population.
Le métissage – tant culturel que physique – a européanisé les indigènes. Ce fut certes un processus d'acculturation, il n'en reste pas moins que c'est ainsi que les indiens sont entrés dans la société moderne à l'européenne, et, par la force des réussites personnelles, à une augmentation du poids des indigènes dans la vie sociale « officielle », ce qui leur a permis de prendre un poids revendicatif, mais dans la plupart des cas ceux qui ont « réussi » adoptent ou avaient déjà un mode de vie différent du mode de vie traditionnel.

### Part des populations indiennes et métisses

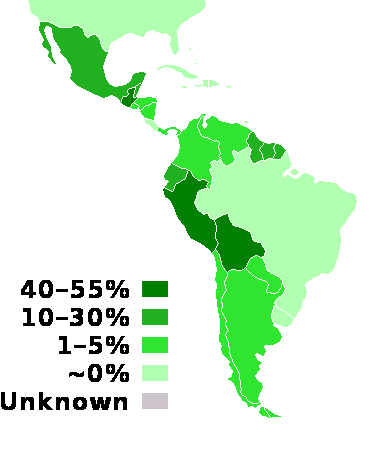
Représentation des populations purement amérindiennes en Amérique latine. (Source : World Fact book 1999)

| Pays | Amérindiens | Métisse | Total   |
| --- | ----------- | ------- | ------- |
| Bolivie | 55 %        | 30 %    | 85 %    |
| Pérou | 45 %        | 37 %    | 82 %    |
| Guatemala | 39 %        | 42 %    | 80 %    |
| Équateur | 25 %        | 55 %    | 80 %    |
| Mexique | 9 %         | 75 %    | 84 %    |
| Guyane française, Guyana and Suriname | 5 – 20 %    | [?]     | [?]     |
| Honduras | 7 %         | 90 %    | 97 %    |
| Panama | 6 %         | 70 %    | 76 %    |
| Nicaragua | 5 %         | 69 %    | 74 %    |
| Salvador | 1 %         | 86 %    | 87 %    |
| Paraguay | 5 %         | 93,3 %  | 98,3 %  |
| Chili | 3,2 %       | 44 %    | 47,2 %  |
| Venezuela | 2 %         | 69 %    | 71 %    |
| Colombie | 2 %         | 58 %    | 60 %    |
| République dominicaine | 0 %         | 0 %     | 0 %.    |
| Uruguay | 0 %         | 8 %     | 8 %     |
| Cuba² | 0 %         | NA      | NA      |
| Costa Rica³ | [?]         | [?]     | [?]     |
| Argentine³ | 1 %         | 8 %     | 9 %     |
| Brésil³ | 1 %         | 12 %(?) | 13 %(?) |
| États-Unis4 | 1 %         | 0,5 %   | 1,5 %   |
| 1 Source : The World Factbook 2007, Central Intelligence Agency. Démographie de l'Argentine ² "Metis in Argentine" ² indigenous peoples mixed into the general population; NA = "not applicable". ³ figures not available 4 2000 U.S. Census |             |         |         |

## Idéologies et revendications

### Idéologies pro-amérindiennes
Il en existe surtout trois grands ensembles : l'indigénisme, l'indianisme et le panindianisme.
L'indigénisme – amitié blanche envers le peuple indigène et son passé – a la qualité de prendre la défense du peuple et de la culture amérindienne, mais a le défaut de le faire souvent de manière paternaliste, continuant à considérer l'indien comme un enfant. L'indigénisme est éventuellement concédé par les États, dans la mesure où il se cantonne à rester un alibi et à maintenir l'exploitation.
L'indianisme, c'est la prise de position directe des indigènes aux questions dont ils sont l'objet. C'est la prise de conscience politique, la maturité et l'émergence d'une vie politique indienne, l'expression de sa volonté. Cet indianisme populaire apparaît au XXe siècle, notamment avec la période de démocratisation des années 1980-1990, mais il est en fait beaucoup plus ancien, toutes les révoltes amérindiennes étant finalement son expression. 
Le panindianisme défend l'idée que le peuple amérindien est un peuple supérieur, ayant été spolié par la force temporaire des blancs.

Des prophètes d'une renaissance indienne prédisent la résurrection de la civilisation indienne, modernisée mais supplantant la domination hispanique, mais vantant également -par exemple- la supériorité de la nation Chibcha sur les autres, cette population étant décrite comme en sommeil, asservie par la force, mais qui inexorablement reprendra en force et fera reconnaître la grandeur de son talent propre (J.C. Hernández).

### Actions politiques
Même si on ne peut les énumérer, l'ensemble du XXe siècle et de l'Amérique latine est constamment agité par des insurrections locales et sociales.
L'apparition du EZLN, au Chiapas en (1994) aux ordres du sous-commandant Marcos, un intellectuel primé par le président José Lopez Portillo en personne, personnage cagoulé issu de la haute bourgeoisie blanche et dont la famille est l'une des plus riches du pays (ses parents sont des immigrés espagnols et sa sœur est une haute responsable du PRI) du nord du pays, n'a rien résolu.
Au Mexique deux présidents d'origine amérindienne pure Benito Juárez et Victoriano Huerta.
De nombreux militaires de haut grade furent aussi d'origine indigène, un des plus connus fut le général impérialiste Tomás Mejía, fusillé en même temps que Maximilien.

### Droit international et national
Le Chili, confronté notamment aux luttes des Mapuches contre l'exploitation forestière, a vu l'entrée en vigueur en 2009 e la Convention n°169 relative aux peuples indigènes et tribaux, soit vingt ans après sa promulgation par l'Organisation internationale du travail.